# Grant and Lincoln
Grant and Lincoln è un cortometraggio muto del 1911. Il nome del regista non viene riportato nei credit del film prodotto dalla Champion Film Company di Mark M. Dintenfass.
Nel prosieguo dell'omaggio alle figure storiche degli Stati Uniti che la Champion proponeva con i suoi cortometraggi, un film dedicato a Abraham Lincoln e al generale Ulysses Grant.

## Produzione
Il film fu prodotto dalla Champion Film Company, una compagnia indipendente che Dintenfass aveva fondato nel 1909, stabilendone gli studi a Fort Lee, nel New Jersey.

## Distribuzione
Distribuito dalla Motion Picture Distributors and Sales Company, il film - un cortometraggio di una bobina - uscì nelle sale cinematografiche USA il 4 settembre 1911.